# Pekka Niemi (sztangista)
Pekka Niemi (ur. 14 listopada 1952 w Lohtaji) – fiński sztangista.
Dwukrotny olimpijczyk (1980, 1984), brązowy medalista olimpijski (1984), brązowy medalista mistrzostw świata (1984), dwukrotny mistrz krajów nordyckich (1977–1978) oraz 11-krotny mistrz Finlandii w podnoszeniu ciężarów, w pierwszej wadze ciężkiej (do 100 kg).

## Osiągnięcia

### Letnie igrzyska olimpijskie
- Moskwa 1980 – 10. miejsce (pierwsza waga ciężka)
- Los Angeles 1984 –  brązowy medal (pierwsza waga ciężka)

### Mistrzostwa świata
- Stuttgart 1977 – 10. miejsce (pierwsza waga ciężka)
- Gettysburg 1978 – 12. miejsce (pierwsza waga ciężka)
- Moskwa 1980 – 10. miejsce (pierwsza waga ciężka) – mistrzostwa rozegrano w ramach zawodów olimpijskich
- Los Angeles 1984 –  brązowy medal (pierwsza waga ciężka) – mistrzostwa rozegrano w ramach zawodów olimpijskich

### Mistrzostwa Europy
- Moskwa 1983 – 5. miejsce (pierwsza waga ciężka)
- Vittorio Veneto 1984 – 7. miejsce (pierwsza waga ciężka)

### Mistrzostwa krajów nordyckich w podnoszeniu ciężarów
- 1977 –  złoty medal (pierwsza waga ciężka)
- 1978 –  złoty medal (pierwsza waga ciężka)

### Mistrzostwa Finlandii w podnoszeniu ciężarów
- 11-krotny mistrz Finlandii w latach 1977–1988